# Ovaka

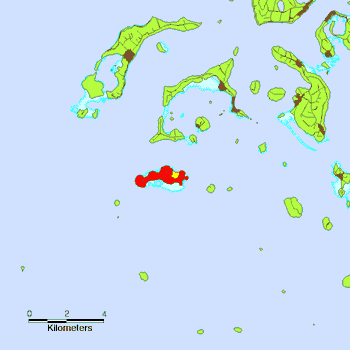
Ovaka en las islas Vava'u

Ovaka es una isla de Tonga. Está localizada dentro del grupo de Vava'u, en el extremo norte del país.Tiene 2800 metros de largo de este a oeste y más de 800 metros de ancho en su punto más ancho. El pueblo homónimo se encuentra en la costa noreste. La isla tenía una población de 96 habitantes en 2021.
Entre los residentes notables se incluye Salesi (Charles) Liu, quien fue uno de los seis hijos de jefes de alto rango elegidos para acompañar al Príncipe Viliami Tungī Mailefihi a la escuela en Newington College en Sydney, Australia, con James Egan Moulton para traducir la Santa Biblia inglesa al idioma tongano en 1896.
Niuingatoni Liu, nombrado en honor al Newington College, es hijo de Salesi Liu, quien recibió su nombre en honor a la labor de su padre en Australia y fue un reconocido punake en Tonga. Compuso el lakalaka para las aldeas de Navutoka, Kolonga y Niutoua en Tongatapu, Tonga. Hasta el día de hoy, sus composiciones se siguen interpretando en ocasiones especiales.